# Las Gąsienicowy

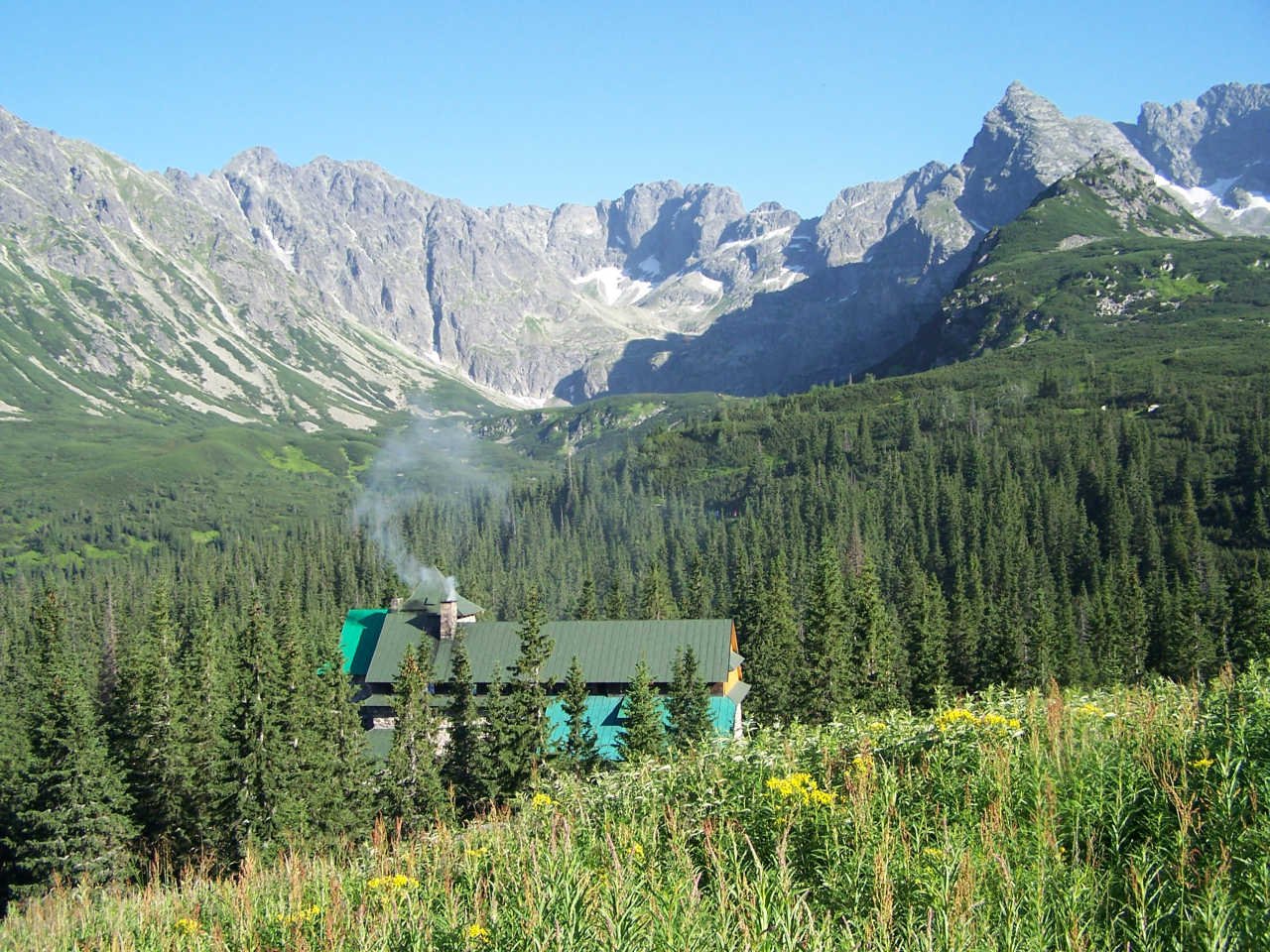
Las Gąsienicowy ze schroniskiem „Murowaniec”

Las Gąsienicowy – las w dolnej części Doliny Gąsienicowej w polskich Tatrach Wysokich. W jego górnej części znajduje się schronisko PTTK „Murowaniec”.  Jest to  górnoreglowy las świerkowy rosnący na glebach bielicowych na podłożu skał  granitoidowych. Ma charakter lasu pierwotnego, o czym świadczy wiek drzew – najstarsze ma około 500 lat, a także struktura drzewostanu oraz mozaikowatość runa. Jest od dawna obiektem wielu badań naukowych, uważany jest bowiem za modelowy przykład tego typu lasów.
Jest to las głównie świerkowy tworzący zespół o nazwie acydofilna zachodniokarpacka świerczyna górnoreglowa (Plagiothecio-Piceetum (tatricum)). Obserwuje się w nim naturalną górną granicę lasu. Obok świerka z rzadka występuje jarzębina. W runie leśnym rosną: listera sercowata (Listera cordata), kosmatka żółtawa (Luzula luzulina), żłobik koralowy (Corallorhiza trifida), paprotnik ostry (Polystichum lonchitis), gruszycznik jednokwiatowy (Moneses uniflora). Na pniach starych świerków bogactwo porostów. Z rzadszych gatunków o plesze listkowatej występują: płucnik modry (Platismatia glauca),  pustułka rozdęta (Hypogymnia vittata), pustułka oprószona (Hypogymnia farinacea). Z porostów o plesze nitkowatej licznie spotykane są różne gatunki brodaczek (Usnea)  i  włostka dwubarwna (Bryoria bicolor). Występowanie rzadkich porostów o plesze nitkowatej wskazuje na dużą czystość powietrza. Z porostów skorupiastych występują m.in. ochrost pyszny (Ochrolechia androgyna), grzybik krwawy (Mycoblastus sanguinarius).